# Robert McKeown
Robert D. McKeown ist ein US-amerikanischer experimenteller Kernphysiker.
McKeown studierte Physik an der State University of New York at Stony Brook (SUNY) mit dem Bachelor-Abschluss 1974 und wurde 1979 an der Princeton University promoviert. Als Post-Doktorand war er am Argonne National Laboratory. 1981 wurde er Assistant Professor, 1986 Associate Professor und 1992 Professor am Caltech. 2010 wurde er stellvertretender Direktor für Forschung am Jefferson Lab (der Heimat des Elektronenbeschleunigers CEBAF) und er ist Professor am College of William and Mary.
2009 erhielt er den Tom-W.-Bonner-Preis für Kernphysik für Pionierarbeiten zum Studium der Struktur von Nukleonen mit Paritätsverletzender Elektronenstreuung und speziell für den ersten Nachweis des Beitrags seltsamer Quarks zur elektromagnetischen Struktur des Protons. Er befasst sich auch mit Neutrinooszillationen, elektromagnetischer Struktur von Nukleonen und Kernen und schwacher Wechselwirkung in Kernen.
1984 erhielt er einen Presidential Young Investigator Award der National Science Foundation und 1999 war er Cruickshank Lecturer. Er ist Fellow der American Physical Society. Er war im Herausgebergremium von Physical Review C. Er war Berater am Fermilab, dem Jefferson Lab und dem Brookhaven National Laboratory.